# Ön-Bokulluddens naturreservat
Ön-Bokulluddens naturreservat är ett naturreservat i Norrtälje kommun i Stockholms län.
Området är naturskyddat sedan 2003 och är 15 hektar stort. Reservatet omfattar två uddar (Ön och Bokulludden) med höjder vid södra stranden av Erken. Reservatet består av barrskog med inslag av lövträd.